# Goethe!
Goethe! ist ein deutscher Spielfilm des Regisseurs Philipp Stölzl aus dem Jahr 2010. Die Produktion basiert auf einem gemeinsamen Drehbuch Stölzls und der Autoren Alexander Dydyna und Christoph Müller und berichtet vom Sommer 1772, in dem sich der damals noch junge Johann Wolfgang Goethe in Charlotte Buff verliebte – eine Episode seines Lebens, die er anschließend zu seinem Briefroman Die Leiden des jungen Werthers verarbeitete. Die Titelrolle übernahm Alexander Fehling. Lotte Buff wurde mit Miriam Stein und Kestner mit Moritz Bleibtreu besetzt.
Das Liebesdrama wurde von Senator Film und Deutschfilm produziert und zwischen August und Oktober 2009 vorwiegend in Ostdeutschland und Tschechien gedreht. Bis Ende 2011 erreichte Goethe! in Deutschland über 740.000 Kinobesucher.

## Handlung
In Straßburg fällt der Jura-Student Johann Goethe durch das Staatsexamen. In den Schnee des Campus schreibt er die Worte: Lecket mich! Goethe wird von seinem Vater in Straßburg besucht; dort teilt dieser ihm mit, dass er seine Ausbildung zum Juristen am Reichskammergericht in Wetzlar fortsetzen solle, auch um seinen Sohn von seinen dichterischen „Flausen“ abzuhalten.
In Wetzlar angekommen, widmet sich Goethe der Arbeit an alten Akten, die er für seinen Vorgesetzten, den Gerichtsrat Kestner (der im Film den Namen „Albert“ trägt), aufarbeitet. Dabei bildet er mit dem Juristen Jerusalem, mit dem er sich auch privat anfreundet, ein Team. Auf einer Tanzveranstaltung lernt Goethe Charlotte Buff (kurz Lotte genannt) kennen und verliebt sich in sie. Es stellt sich heraus, dass sie das älteste von acht Kindern eines in Wahlheim lebenden Witwers ist und sich um ihre jüngeren Geschwister kümmern muss.
Trotz einiger Verwicklungen scheint sich Goethes Liebe zunächst zu erfüllen. Nachdem er Lotte eines seiner Gedichte vorgetragen hat, wird das Paar von einem starken Regenschauer überrascht und die beiden suchen Schutz in einer Burgruine, wo sie miteinander intim werden. Währenddessen wirbt Kestner bei Lottes Vater um die Hand seiner Tochter. Der Vater ist froh, Charlotte in einer Ehe mit einem aufstrebenden Juristen gut versorgt zu sehen, da dieser so auch Lottes Familie später finanziell unterstützen würde. Lotte zögert zunächst, übernimmt aber immer mehr die Sichtweise ihres Vaters, da sie auch das Wohl ihrer Familie will. Trotz allem fällt es ihr schwer, sich von Goethe zu trennen. Dieser hilft schließlich sogar seinem Rivalen, indem er ihm ein erfolgreiches Prozedere und die passenden Worte für dessen Heiratsantrag vorschlägt, ohne freilich zu ahnen, wer die Umworbene ist. Erst bei der Verlobungsfeier von Albert und Lotte stellt sich die Wahrheit heraus. Alle Betroffenen sind fassungslos.
Goethe ist so verzweifelt, dass er, nachdem sich sein Freund Jerusalem, enttäuscht von der Ausweglosigkeit seiner Liebe zu einer verheirateten Frau, erschossen hat, ebenfalls an einen Freitod denkt. Er führt seinen Plan allerdings nicht aus. Durch Beleidigung seines Vorgesetzten kommt es zu einem Duell mit Albert, in dem Goethe das Recht des ersten Schusses gebührt; er verfehlt jedoch. Kestner vergibt seinen Schuss absichtlich und lässt Goethe aufgrund unerlaubten Duellierens festnehmen. Während seiner Inhaftierung schreibt Goethe seinen Briefroman Die Leiden des jungen Werthers und schickt das Manuskript an Lotte, um ihr auf diese Weise zu demonstrieren, dass er ohne sie nicht leben könne. Lotte appelliert an sein dichterisches Selbstbewusstsein und schickt das Manuskript ohne Goethes Wissen an einen Verlag. Nach der Entlassung aus der Haft reist Goethe mit seinem Vater, der eigens nach Wetzlar gekommen ist, zurück nach Frankfurt. Dort ist der Roman inzwischen zum Bestseller geworden. Der Autor wird von den Buchkäufern auf der Straße erkannt und lässt sich als „Star“ feiern – und auch Goethes Vater akzeptiert stolz die schriftstellerischen Ambitionen seines Sohnes.

## Hintergrund
Produzent Christoph Müller weist ausdrücklich darauf hin, dass der Film Goethe! sich an den Filmen Amadeus und Shakespeare in Love orientiere. In allen drei Filmen werden weltberühmte Künstler in ihrer „Sturm-und-Drang“-Phase dargestellt.

### Produktion
Der Film wurde von Ende August bis Ende Oktober 2009 in Görlitz, Merseburg, Rossbach, Creuzburg, Quedlinburg, Osterwieck, Dresden, Bad Muskau und Krompach gedreht. Die Wahl der Drehorte vorwiegend in Sachsen, Sachsen-Anhalt und Thüringen steht im Zusammenhang mit der Produktionsförderung  in Höhe von 750.000 Euro durch die für diese Länder zuständige Mitteldeutsche Medienförderung (MDM). Das Medienboard Berlin-Brandenburg steuerte 450.000 Euro zur Finanzierung bei, der Deutsche Filmförderfonds über eine Million Euro. Die Filmstiftung Nordrhein-Westfalen leistete über 370.000 Euro Projektförderung. Die FFA unterstützte den Film mit 400.000 Euro. Auch Bully Herbig beteiligte sich als Koproduzent und finanziell. Er begründete dies damit, dass „zum ersten Mal ein Weg gefunden“ worden sei, „einen Film über Goethe zu machen, der mainstreamtauglich ist.“ Insgesamt kostete die Herstellung sieben Millionen Euro.

### Szenenbild
Bei Nahaufnahmen wurde nicht mit Kulissen gearbeitet. So stellen zum Beispiel die historischen Fachwerkhäuser von Quedlinburg das alte Wetzlar dar. Stadtbilder in der Supertotalen sind weitgehend am Computer entstanden.
Laut Aussage des Produzenten wurden für die Stadtbilder häufig einzelne Bilder des Künstlers Bernardo Bellotto, genannt Canaletto (1722–1780), zitiert. Als Landschaftsbilder und damit vor allem für den Weg zwischen Johann und Charlotte wählte der Regisseur einzelne Bildzitate von Caspar David Friedrich (1774–1840). Ausschnittweise glaube der Zuschauer sich auch an Eindrücke von Pieter Bruegel den Älteren (ca. 1530–1569) und Carl Spitzweg (1808–1885) erinnert. Die Gefühle seien aus dem Werther-Text in eine Bildsprache übersetzt worden, die mit Canaletto und Friedrich dem späten 18. Jahrhundert entspreche. Die Stadtsilhouetten sowohl Frankfurts als auch Wetzlars sind Phantasieprodukte; statt des Wetzlarer Doms erhebt sich auf dem Berg der Stadt eine Burg.

### Filmmusik
Bei der Reise Goethes nach Wetzlar und zurück nach Frankfurt am Main wird das Lied Gretchen am Spinnrade (1814) von Franz Schubert nach einem Text aus Goethes Faust in einer Orchesterfassung zitiert.

## Faktentreue
Der Film suggeriert durch echte alte Häuser, Requisiten und Kostüme Authentizität. Er greift viele Details aus Goethes realem Leben auf: Dieser wurde tatsächlich in Frankfurt/Main geboren, studierte in Straßburg Jura und arbeitete anschließend als Jurist in Wetzlar. Dort lernte er Charlotte Buff kennen und traf nach einem ersten Kennenlernen in Leipzig Jerusalem wieder, der sich tatsächlich aus unglücklicher Liebe erschoss.
Allerdings vermischt Stölzl den realen Goethe mit der Romanfigur Werther. Vieles in dem Film, etwa auch der Vorname Albert oder der einsetzende Regen, bevor Goethes Liebe zu Charlotte voll entbrennt, erinnert eher an Goethes Roman als an dessen Leben.
Mehrere Elemente des Films sind frei erfunden: Goethe fiel in Straßburg zwar durch seine Promotionsprüfung, erlangte jedoch durch das Abfassen von 56 Thesen – sogenannten „Positiones juris“ – trotz fachlicher Mängel den Grad eines „Lizentiaten der Rechte“, was ihm die Zulassung zur Anwaltspraxis ermöglichte. Er kehrte also nicht als gänzlich Gescheiterter zum Vater zurück. Er duellierte sich auch nicht mit Kestner und wurde demzufolge auch nicht eingesperrt. Goethes Liebe zu Charlotte Buff blieb rein platonisch.
Goethe! sollte ein Biopic über den jungen Goethe werden, der seine Zeit reflektiert (wie im Werther) und der in seinem kreativen Schaffen gezeigt wird (wie in einer Reflexion über die Entstehung des Werther). Dazu wird die dramatische Handlung der Liebesgeschichte des Werther als Gerüst benutzt und um Elemente der biographischen realen Erlebnisse Goethes beim Schreiben dieses Werkes ergänzt – also eine Literaturverfilmung mit deren Making-of als Ausschnitt einer Lebensgeschichte gemischt.
Die Freiheiten, die sich der Film nimmt, begründet der Produzent Christoph Müller folgendermaßen: „Das Filmduell zwischen Goethe und Kestner hat in Wirklichkeit nicht stattgefunden. Belegt ist aber, dass Goethe Kestner den Tod wünschte. Solch eine Tatsache könnte man natürlich in einen Dialogsatz einbauen. Doch viel filmischer ist es, dieses Motiv dramatisch umzusetzen, um auszudrücken, was Goethe tatsächlich bewegte. Die Duellsequenz veräußert sozusagen Goethes wahres Gefühl.“ Dass entgegen der im 18. Jahrhundert geltenden gesellschaftlichen Konvention und entgegen der Romanvorlage Johann mit Lotte intim wird, rechtfertigen die Filmemacher damit, dass sich in der Wolkenbruchszene ihre und „unsere“ „Liebeserwartung“ erfülle. Schließlich, so Regisseur Stölzl, müsse der Film der Kategorie „romantischer Liebesfilm“ zugeordnet werden, der besonders Frauen ab 25 Jahren ansprechen solle.
Der Kanon Bona nox! (KV 561), den Goethe in dem Film zur Begeisterung Lottes und vor allem ihrer jüngeren Geschwister mit ihnen singt und auf dem Clavichord begleitet, wurde von Wolfgang Amadeus Mozart erst 1788, also 16 Jahre nach der Filmhandlung geschrieben.

## Filmfestivals
Der Film wurde zusammen mit den weiteren deutschen Produktionen Das Wunder von Bern, Almanya – Willkommen in Deutschland und Der ganz große Traum zur ersten Deutschen Filmwoche in Nordkorea gezeigt, die vom 4. bis 8. November 2013 im Taedongmun-Kino in Pjöngjang stattfand.

## Rezeption

### Veröffentlichung
Goethe! startete in Deutschland am 14. Oktober 2010 mit 250 Filmkopien. Mit über 600.000 Besuchern bis Ende 2010 war er in Deutschland der zehnterfolgreichste deutsche Film des Kinojahres. Bis Ende 2011 konnte er über 740.000 Besucher in Deutschland verzeichnen. Am 18. März 2011 erschien der Film als DVD, Blu-ray Disc und Download.

### Kritik
Vielen Kritikern fiel auf, dass der Film Goethe als einen Popstar oder einen Popliteraten gestaltet. Man sprach von einer Figur wie ein Mantel-und-Degen-Held oder nannte ihn das „unbedingt sympathische, also kantenlose Klischee vom Stürmer und Dränger in Liebesangelegenheiten“. Die Süddeutsche Zeitung fragte, ob ein Film, in dem kein wesentliches Handlungselement mit den historischen Fakten übereinstimmt, noch ein Film über Goethe genannt werden darf. Er erlaube sich freies Fabulieren; das Drehbuch richte „sich sehr geschickt in einem überschaubaren biografischen Fleckchen“ ein.
Der Film sei „total verknallt“ in Goethe, die Kamera schwelge, wenn sie ihn ins Bild setzt. „So lässig, männlich und sexy kam ein deutscher Dichter im Kino selten daher“. Man nannte den Film „erfrischend witzig und charmant“, bemerkte „Witz, Charme, Tempo und hohe Schauwerte“ sowie flinke Dialoge und viele „brillant ausgeklügelte“ Montagen. Der „pittoreske Bilderbogen“ sei die eigentliche Attraktion des Films, die Kostüme überzeugten, die Ausstattung sei mit viel Liebe gemacht. Teils gab es Lob, dass der Film Dreck hat, teils missfiel die Art: „Der Schmutz erscheint aber wie sauberer Designerdreck“ und der Film werde zu einer „touristischen Führung durch das 18. Jahrhundert.“ Uneinig waren die Kritiker auch hinsichtlich von Stölzls Inszenierung. Er beherrsche „die Klaviatur der Gefühle sichtlich souverän“, lautete ein Urteil, ein anderes, er habe die Gefühlsregungen der Darsteller zu wenig im Griff, gegen Ende gerate das Drama zur Schmonzette. Dass in den Dialogen Fragmente aus späteren Werken Goethes die Bildungsbürger zu einem Wiedererkennungs-Ratespiel auffordern, kam eher schlecht an.
Hauptdarsteller Alexander Fehling meistere mühelos den „Spagat zwischen jugendlichem Überschwang und verzweifelter Todessehnsucht“ und beeindrucke „anfallsweise als beeindruckender Sprecher Goethescher Verse“. Moritz Bleibtreu wurde mal als „überzeugend unsexy“ gelobt, mal als unglaubwürdig und das „große Verhängnis“ des Films genannt. Miriam Stein spiele „kraftvoll mit vielen Ecken und Kanten“, oder mit Frische.
Laut Ralf Blau von Cinema entspreche die Handlung nicht immer den Tatsachen, doch sei das gut erfunden. Stölzl nehme sich die Freiheit, das Bild Goethes vom Staub der Zeit zu befreien, und der Film fühle sich „unglaublich jung“ an. Der Zeit-Kritikerin Inge Kutter machte Goethe! Spaß. „Durch die Leichtigkeit, mit der der Film seine Geschichte erzählt, kommt er dem übermütigen Jungpoeten auf jeden Fall näher“, als es durch eine werktreue Erzählung möglich gewesen wäre. Er entstaube die Sprache: „Man hört eine sehr lebendige Mischung aus alten Phrasen und modernem Alltagsdeutsch, die den Film zeitgemäß klingen lässt, ohne ihm seinen Anstrich von Patina zu nehmen.“ Zwar besitze der Film „nicht die Kraft der Opulenz wie Milos Formans Amadeus, dazu sind Bilder und Figuren zu wenig überzeichnet. Aber er besitzt genügend Selbstironie.“ Der „Studentenulk“, meinte Peter Zander in der Welt, schubse Goethe, „von allen deutschen Monumenten das monumentalste“, vom Sockel. Anstelle des „greisen Alleswissers“ biete er einen Goethe für ein junges Kinopublikum, und Lotte sei keine passiv Leidende. Dieses Jungpublikum könnte er zur Goethe-Lektüre veranlassen. Zwar sei die Gestalt „seiner politischen Emphase beraubt und auf sexuelle Ausschweifungen reduziert. Wer das als Sakrileg empfindet, wird keine Freude an diesem Film haben. Wer sich aber darauf einlassen kann, wird trefflich unterhalten.“ Henryk Goldberg rechtfertigte die Wolkenbruchszene des Films: Zwar sei die Liebesszene „des Landes nicht der Brauch“ gewesen, „nicht für Damen, nicht im Gras“, und Miriam Steins Lotte zeige „ein schönes, offenes Locken, offener als die Zeit es ihr damals erlaubt hätte“, dieses sei „aber offen für die Projektionen und Gefühle unserer Zeit“. „Die Frage ist nicht, ob das so war, die Frage ist, ob das Spaß macht. Und die Antwort ist: ja“, meint Goldberg abschließend.
Daniel Kothenschulte von der Frankfurter Rundschau war in der ersten Hälfte von einem verliebten Goethe begeistert, aber dessen Leiden in der zweiten Hälfte erschüttere einen nicht. Der taz-Rezensent Dirk Knipphals fand die sympathische Ausgangslage eines jungen Mannes vor, „den Sturm und Drang im Herzen, aber hineingesetzt in eine für den eigenen Selbstentwurf zu kleine Welt.“ Knipphals war froh, dass „unsere Klassiker mal nicht als Wertegaranten wiederentdeckt werden.“ Leider tappe der Film in viele Fallen: Er trage zu viel Musik auf; alles werde erklärt; und in Kleinstrollen tummele sich zu viel Schauspielerprominenz.
„Es schlug mein Herz. Geschwind zu Pferde: Wenn man etwas ganz Gutes über diesen Film sagen wollte, könnte man ihm zugestehen, dass er mit der absichtsvollen Unruhe seiner Machart diesen Herzschlag über anderthalb Stunden ausdehnt“, fand Gustav Seibt von der Süddeutschen Zeitung. Doch dieser Film-Goethe habe mit dem echten Dichter kaum etwas gemein: „Schlimm aber ist die Verspießerung des Stoffs in der Ökonomie der Gefühle: Liebesunglück lässt den Bummelstudenten zum Erfolgsautor werden. […] Der Schmerz hat sich gelohnt, ein Star ist geboren. Der Werther, dieses Buch einer unheilbaren Krankheit zum Tode, bekommt ein gutes Ende.“ Der Film könne nicht für Goethe-Kenner bestimmt sein. Manfred Riepe von epd Film pflichtete bei, das sei „kein Film für Germanisten“, vielmehr richte er sich an Kinozuschauer, die ein visuelles Spektakel erwarten und ergänzende Lektüre „gegebenenfalls bei Wikipedia nachlesen“. Wegen der „forcierten Unterhaltsamkeit“ mangele es, so Ralf Schenk vom filmdienst, an Tiefe. Statt der Konflikte aus Goethes Werk gäbe es „bloße Missverständnisse“, aber kaum zeitgeschichtliche Bezüge oder Ahnungen von Goethes Bedeutung. Im Tagesspiegel erinnerte Jan Schulz-Ojala, dass nach der Überlieferung eine Freundschaft bestand zwischen dem ungestümen, naiven und selbstbezogenen Goethe und dem um- und nachsichtigen Kestner, der dem jungen Nebenbuhler duldsam und geduldig begegnete. „Aber wäre solch gemeinschaftlicher Entschärfungsversuch einer Passion, solch herzensgastfreundschaftlicher Umgang mit einem Genie ein Filmstoff? Vielleicht, sofern man sich ernsthaft für die gewittrige Jugend dieses Dichters interessiert“ hätte. Doch passe Stölzl die Fakten beliebig an Erfordernisse des Genres an. „Da hat jemand den Goethe’schen Begriff von ‚Dichtung und Wahrheit‘ offenbar gründlich missverstanden. Stölzl ist es nicht um die zwangsläufig subjektive Farbe zu tun, die sich auch bei skrupulösestem Umgang mit dem Überlieferten einstellt, sondern um die Lust auf den groben Keil und das Kinoklischee. Was bei derartiger Fixierung aufs Plakative herauskommt, ist letztlich nicht Dichtung und Wahrheit, sondern Fälschung“.

### Auszeichnungen

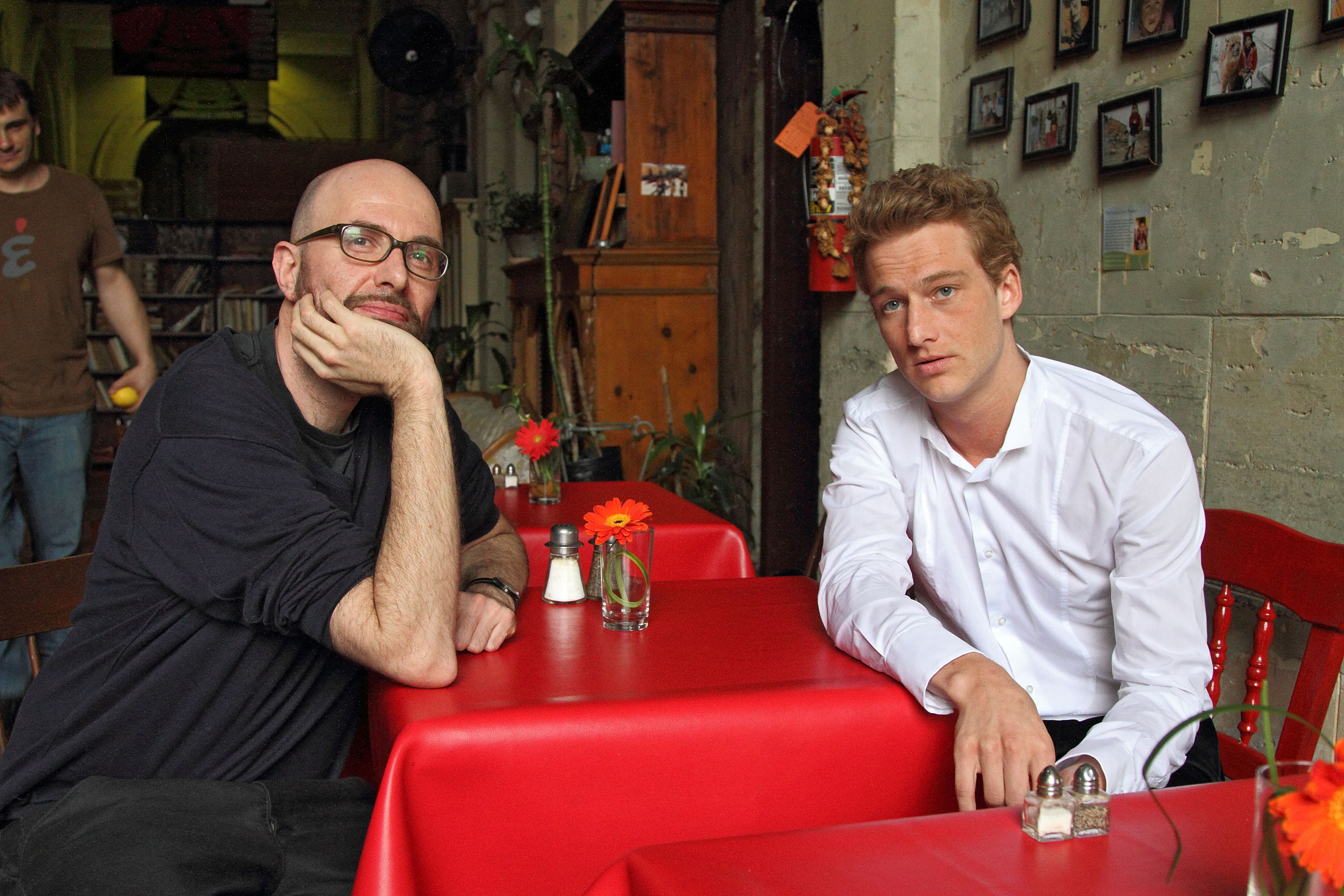
Regisseur Philipp Stölzl und sein Hauptdarsteller Alexander Fehling

Von der Deutschen Film- und Medienbewertung (FBW) wurde der Film Goethe! als „besonders wertvoll“ eingestuft. Die von der Bundeszentrale für politische Bildung gemeinsam mit Vision Kino, einem „Netzwerk für Film und Medienkompetenz“, betriebene Website kinofenster.de prämierte den Film Goethe! als „Film des Monats“ Oktober 2010. 2011 folgten vier Nominierungen für den Deutschen Filmpreis (Bester Film, Bester Hauptdarsteller – Alexander Fehling, Bestes Szenen- und Maskenbild). Die Maskenbildnerinnen Kitty Kratschke und Heike Merker gewannen den Preis. Einen Tag zuvor hatte Miriam Stein den New Faces Award als beste Nachwuchsdarstellerin gewonnen.

## Kritikenspiegel
- Goethe! bei cinema (=Cinema, Nr. 10/2010, S. 56–57)
- Kino in Kürze. In: Der Spiegel. Nr. 41, 2010, S. 140 (online).
- Peter Zander: Lecket mich. In: Die Welt, 14. Oktober 2010, S. 24
- Inge Kutter: Goethe, der Popliterat. In: Zeit Online, 13. Oktober 2010

Eher positiv
- Ralf Schenk: Goethe! In: filmdienst, Nr. 21/2010

Gemischt
- Manfred Riepe: Goethe! In: epd Film, Nr. 10/2010, S. 44–45
- Daniel Kothenschulte: Die Leiden des jungen G. In: Frankfurter Rundschau, 14. Oktober 2010, S. 35

Eher negativ
- Gustav Seibt: A star is born. In: Süddeutsche Zeitung, 15. Oktober 2010
- Dirk Knipphals: Alles, alles wird erklärt. In: taz, 13. Oktober 2010, S. 16
- Jan Schulz-Ojala:  Bei aller Liebe: Goethe! In: Der Tagesspiegel, 12. Oktober 2010